# Cyrtaucheniidae

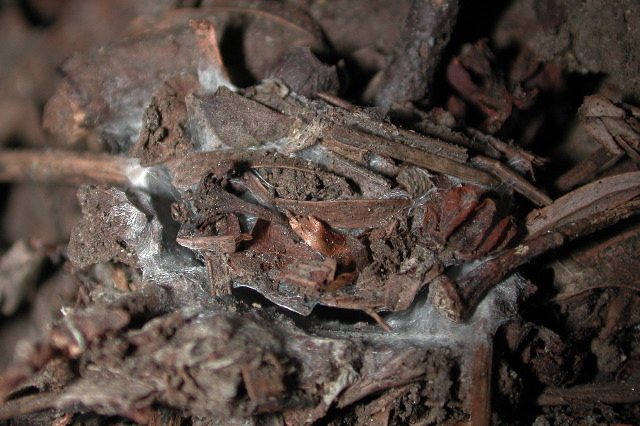
Alçapão de Promyrmekiaphila fechado ...

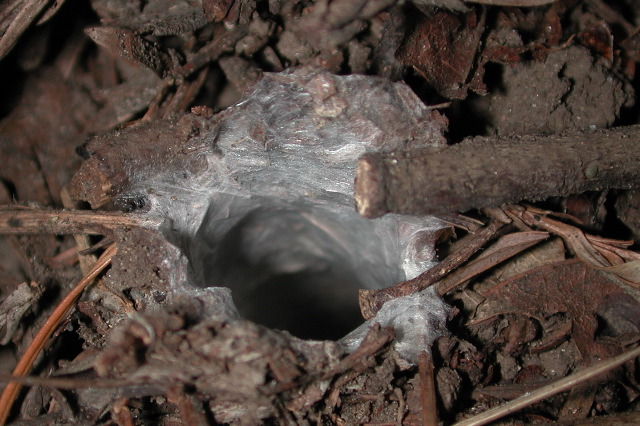
...e aberto

Cyrtaucheniidae é uma família de aranhas, a única a integrar a superfamília monotípica Cyrtauchenioidea. A família tem distribuição natural alargada, incluindo espécies caracterizadas pela ausência dos espinhos nos tarsos e metatarsos I e II (os dois segmentos externos das pernas) típicos da família Ctenizidae.

## Biologia
A maioria das espécies constrói armadilhas encimadas por um alçapão, mas a sua biologia é pouco conhecida.
O táxon monotípoco Angka hexops possui apenas 6 olhos, tendo os olhos medianos posteriores ausentes. Mede até 15 mm de comprimento corporal em ambos os sexos.

## Distribuição
A família está presente na parte sul da América do Norte, América Central e América do Sul, África e sul da Europa.
Entre os géneros comuns na América do Norte incluem-se Myrmekiaphila, Aptosticus e Promyrmekiaphila. Um género ainda não descrito no oeste dos Estados Unidos poderá deter o recorde em altitude entre os membros da família, já que ocorre acima dos 3 300 metros.
O género Anemesia tem distribuição natural restrita à Ásia Central, enquanto o género Cyrtauchenius ocorre na região do Mediterrâneo (Argélia e Itália), mas com algumas espécies na América do Norte.
O género Angka é um endemismo das florestas de nuvens de Doi Inthanon, Tailândia.

## Taxonomia
A família Cyrtaucheniidae inclui as seguintes subfamílias e géneros:
- Aporoptychinae Simon, 1889
  - Acontius Karsch, 1879 — África
  - Ancylotrypa Simon, 1889 — África
  - Bolostromoides Schiapelli & Gerschman, 1945 — Venezuela
  - Bolostromus Ausserer, 1875 — América Central e do Sul
  - Fufius Simon, 1888 — América Central e do Sul
  - Kiama Main & Mascord, 1969 — Austrália
  - Rhytidicolus Simon, 1889 — Venezuela

- Cyrtaucheniinae Simon, 1892
  - Cyrtauchenius Thorell, 1869 — Mediterrâneo

- Euctenizinae Raven, 1985
  - Apomastus Bond & Opell, 2002 — EUA
  - Aptostichus Simon, 1891 — EUA
  - Entychides Simon, 1888 — EUA, México
  - Eucteniza Ausserer, 1875 — EUA, México
  - Homostola Simon, 1892 — África do Sul
  - Myrmekiaphila Atkinson, 1886 — EUA
  - Neoapachella Bond & Opell, 2002 — EUA
  - Promyrmekiaphila Schenkel, 1950 — EUA

- incertae sedis
  - Anemesia Pocock, 1895 — Turquemenistão, Tajiquistão, Afeganistão
  - Angka Raven & Schwendinger, 1995 — Tailândia